# Bol'šoj Kundyš
Il Bol'šoj Kundyš (in russo Большой Кундыш?; in lingua mari: Кугу Кундыш) è un fiume della Russia europea centrale, affluente di destra della Bol'šaja Kokšaga (bacino del Volga). Scorre nei rajon  Kiknurskij e  Sančurskij dell'oblast' di Kirov e nei rajon Kilemarskij e Medvedevskij della Repubblica dei Mari.

## Descrizione
Il fiume scorre nella zona paludosa della foresta Volgo-Vetlužkoe nella regione Transvolga. Scorre in direzione meridionale, poi sud-orientale. Passa a ovest del villaggio di Kilemary. Sfocia nella Bol'šaja Kokšaga a 80 km dalla sua foce. Il fiume ha una lunghezza di 173 km, l'area del suo bacino è di 1 710 km².